# Вацадзе, Серапион
Серапио́н Не́стерович Ваца́дзе (груз. სერაფიონ ნესტორის ძე ვაწაძე; 18 марта 1899 — 18 мая 1967) — грузинский художник.  Заслуженный деятель искусств Грузинской ССР (1946).

## Биография
В 1926 году окончил Тбилисскую академию художеств. В кино с 1929 года. В 1938 году становится главным художником киностудии «Грузия-фильм». Член КПСС с 1946 года.

## Фильмография
- 1931 — Гвоздь в сапоге
- 1932 — В стране облаков
- 1932 — Шакир
- 1933 — Последние крестоносцы
- 1935 — Скала Аршаула
- 1936 — Крылатый маляр
- 1941 — Дружба
- 1945 — Строптивые соседи
- 1955 — Мастера грузинского балета
- 1956 — Тень на дороге (с Зурабом Медзмариашвили)
- 1958 — Фатима
- 1960 — Отелло
- 1961 — Добрые люди
- 1965 — Иные нынче времена

## Награды
- 1946 — Заслуженный деятель искусств Грузинской ССР